# 阿勒巴古山
13°31′N 40°38′E / 13.52°N 40.63°E

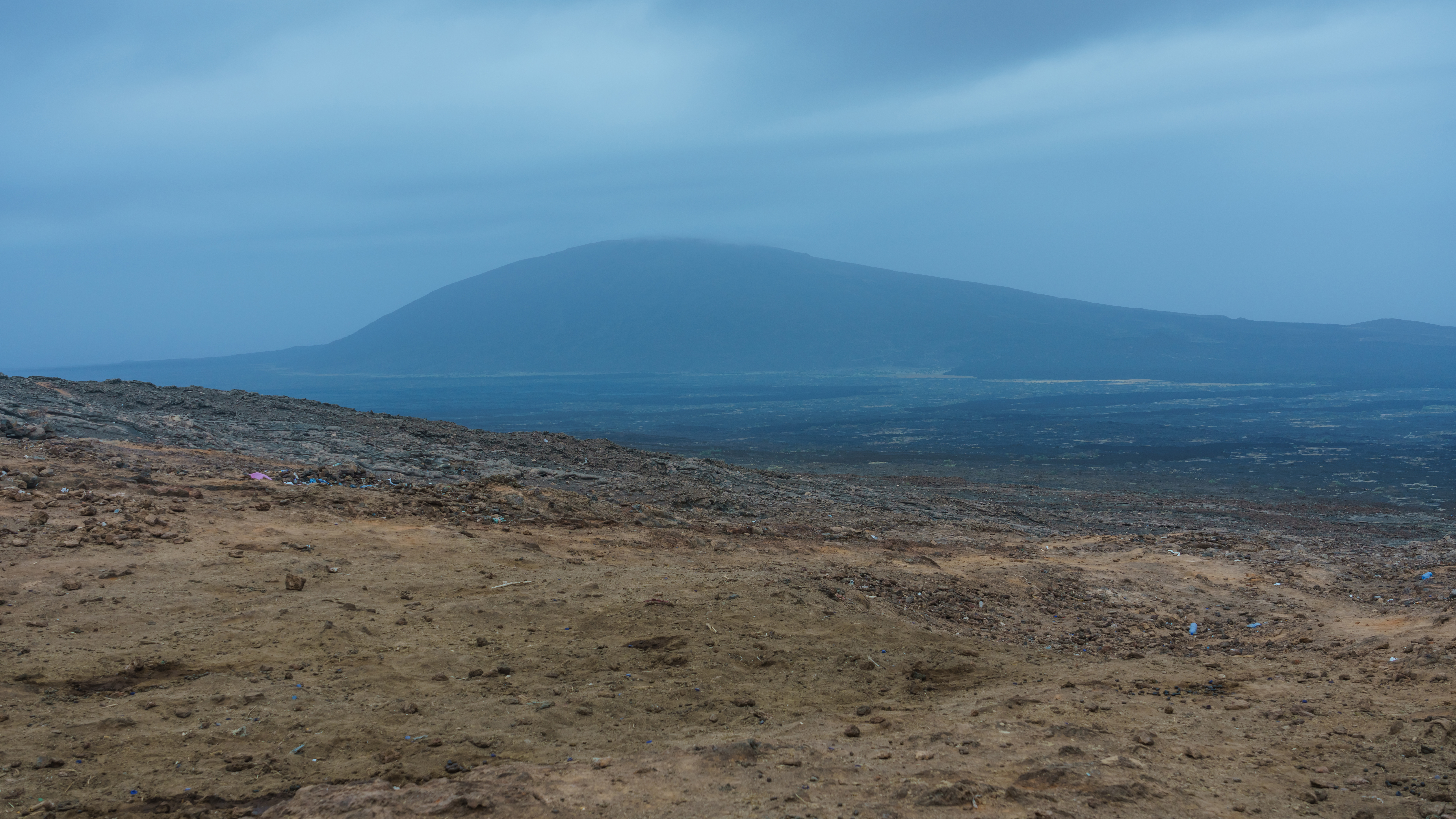

阿勒巴古山是埃塞俄比亞的火山，位於該國東北部，處於阿法爾州，屬於複式火山，海拔高度1,031米，是埃爾塔阿勒山脈的最高火山。